# Kolonjë
Kolonjë (albanska: Kolonjë med böjningsformen Kolonja) är en kommun i Korçë prefektur i sydöstra Albanien. Den bildades 2015 genom sammanslagning av de tidigare kommunerna Barmash, Çlirim, Ersekë, Leskovik, Mollas, Novoselë, Qendër Ersekë och Qendër Leskovik . Kommunens administrativa centrum är staden Ersekë.  Den totala befolkningen är 11 070 (folkräkning 2011) och en yta på 846,06 km2 .